# Садиба Лопухіних
Палацовий ансамбль у Корсуні започаткував князь Станіслав Понятовський як літню заміську резиденцію в 1782 році. Архітектори — Йоган Генріх Мюнц та Я. Д. Ліндсей. Ансамбль розташовано  на трьох гранітних островах р. Рось. Головний палац розташований на острові, який нині названий ім'ям Михайла Коцюбинського.

## Головні будівлі ансамблю

### Флігель
Збудований у 1782 – 1783 роках. Одноповерхова прямокутна в плані споруда в стилі раннього класицизму, з чотирисхилим дахом, прикрашеним дерев'яними фіалами. З'єднувався  з палацом ордерною галереєю. Був частково перебудований  у 1835 – 1840 роках, а у другій половині XIX століття був остаточно надбудований ще двома поверхами. Остаточний флігель у плані прямокутний, триповерховий, з трьома симетричними і одним несиметричним ризалітами, розташованими по головному фасаду. 

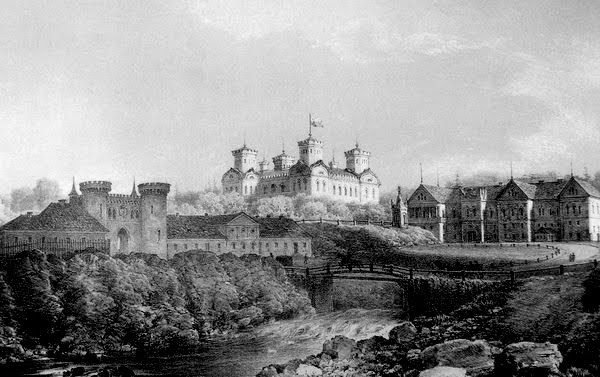
Наполеон Орда. Корсунь

Стіни двох нижніх поверхів гладенькі, з прямокутними вікнами, завершені простим профільованим карнизом, що по вертикалі поділяє споруду на дві рівні частини. Стіни всіх ризалітів мають віконні прорізи із стрілчастими перемичками. Крайній лівий ризаліт на рівні третього поверху був акцентований відкритою дерев'яною галереєю, що повторювала контур будівлі. Центральний ризаліт на рівні третього поверху декорований дерев'яними напівколонами. Третій поверх завершується звичайним профільованим карнизом, а несиметричний ризаліт ще й аркатурним фризом.
Черепиця з'явилася на даху лише у XIX ст.
План будівлі на різних поверхах різниться. Перший поверх – анфіладний та коридорний в ризалітах; другий – анфіладний та коридорний з двобічним розташуванням приміщень; третій – анфіладний по периметру. Третій поверх розташовує у собі художню галерею.

### Ордерна галерея
Триповерхову споруду входу було збудовано у  1782 — 1783 роках, перехідну галерею – близько 1787 року. Автором проєкту вважається Ж.А. Мюнц. Складалася галерея з двох частин: триповерхова споруда входу, що була з'єднана з одноповерховим флігелем, і перехідна галерея.
Вікна споруди триповерхового входу — стрілчасті.
Перехідна галерея стояла на цегляному оштукатуреному фундаменті, висота якого залежала від рельєфу, і природному камені. Галерея складалася з  18 пар колон, які утримували трискатний дах.
Ордерна галерея з'єднувала одноповерховий флігель і палац.
В першій третині  XIX століття з невідомих причин галерею було зруйновано. Залишилась споруда триповерхового входу, до якої було прибудовано другий і третій поверхи флігеля.

### Палац
Зведений у 1787–1789 під керівництвом Я. Д. Ліндсея, який, імовірно, доробив проєкт Я. Г. Мюнца, перебудований у 1835–1840 роках (ім'я архітектора, автора проєкту перебудови невідоме).
У травні 1787 року під час перебування в Корсуні польського короля Станіслава Августа та австрійського імператора Йосифа II силами місцевих майстрів було зведено дерев'яний макет майбутнього палацу у натуральну величину, фундамент якого був уже закладений. Після закінчення будівництва у 1789 та до 30—40-х років XIX століття палац мав вигляд двоповерхової прямокутної в плані споруди, зведеної з цегли та дерева. Н-подібна на рівні другого поверху. Після перебудови з'явився п'ятистінний тамбур головного входу, та пл кутах — чотири двоповерхові башти. На рівні другого поверху між ризалітами знаходиться відкрита тераса з огорожею.
Палац був одним з перших на землях Речі Посполитої, зведений у стилі неоготики.

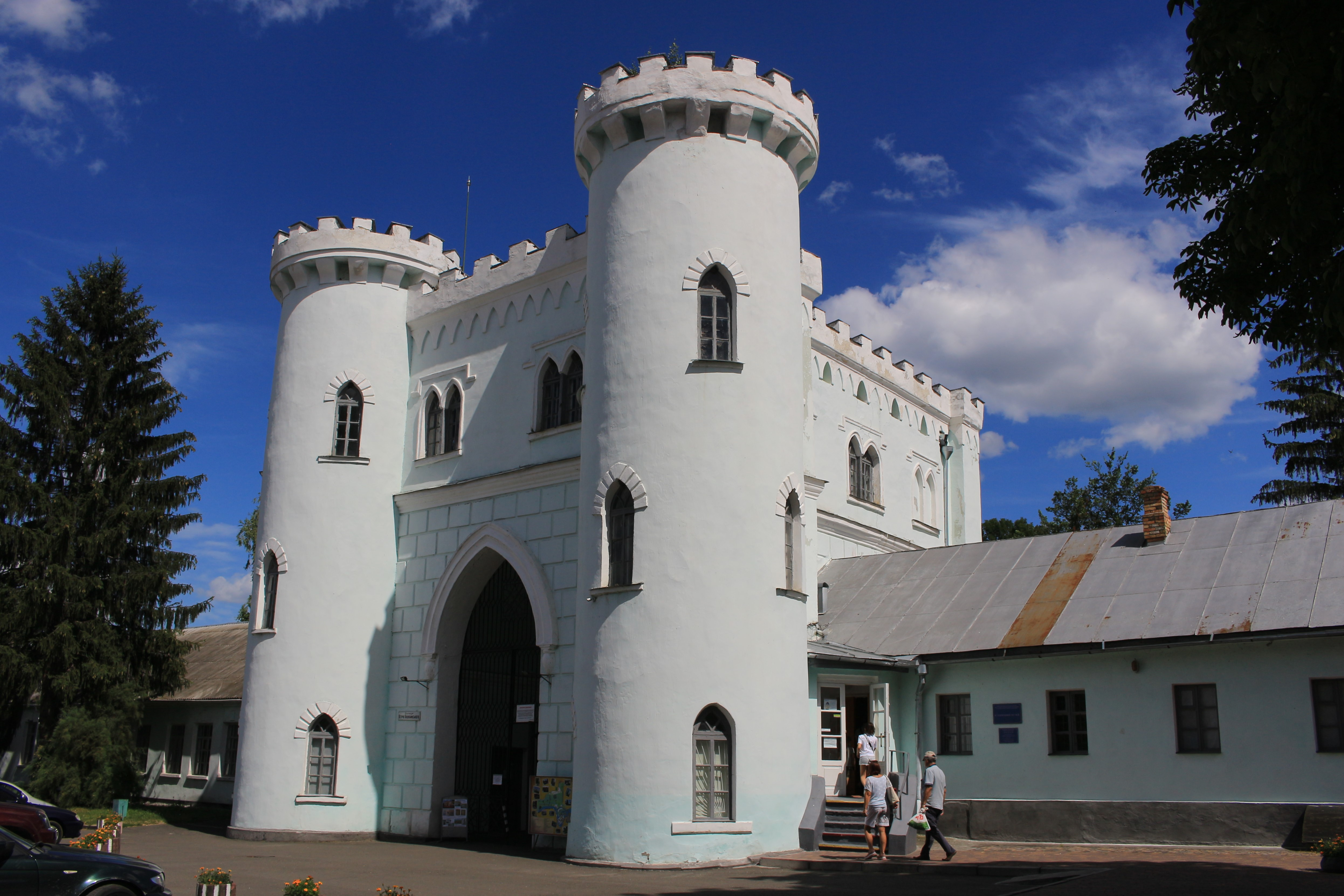
Брама
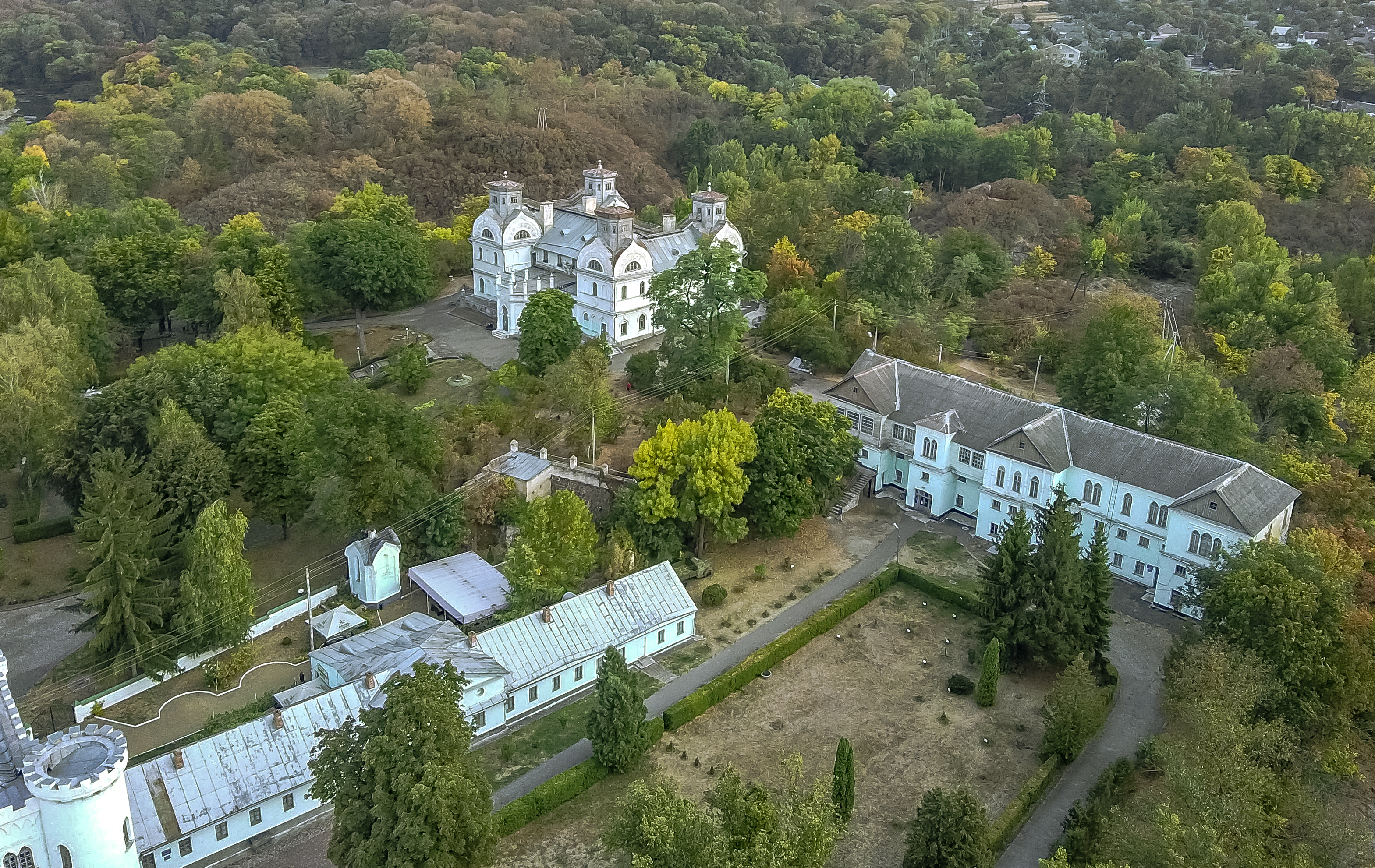
Загальний вигляд садиби
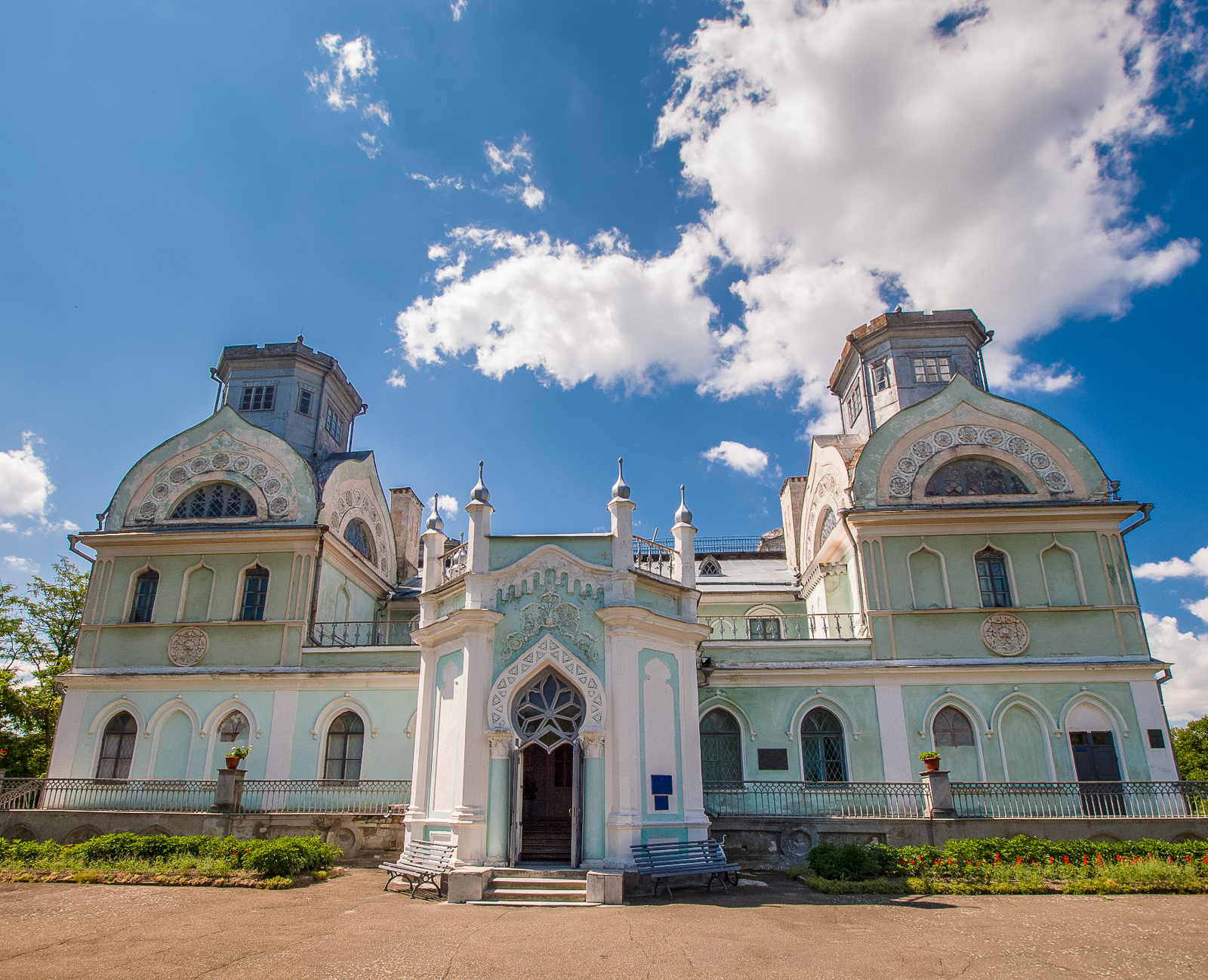
Палац
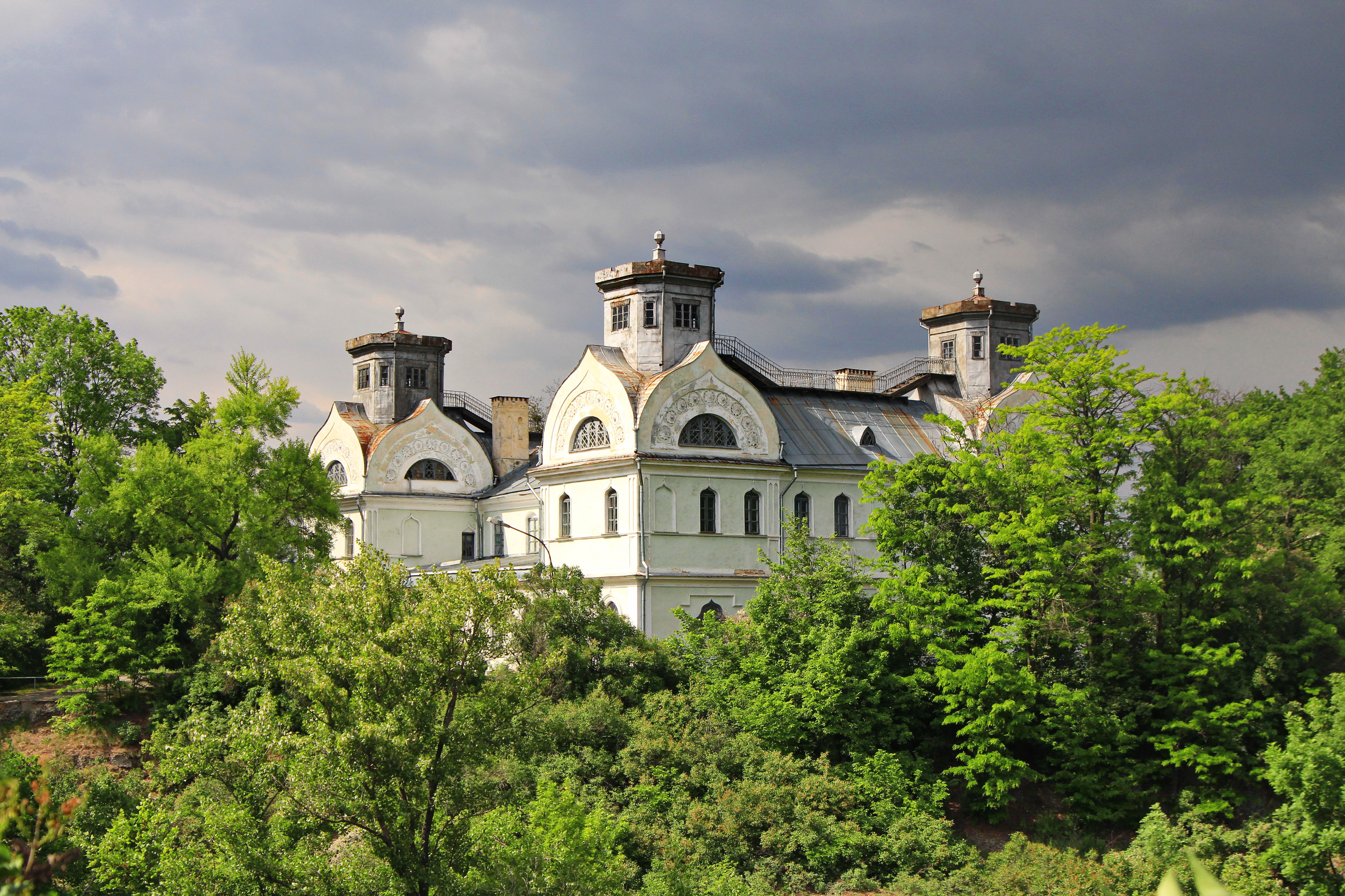
Палац